# كيفن كامبل (أستاذ جامعي)
كيفن كامبل (بالإنجليزية: Kevin Campbell)‏ هو أحيائي أمريكي، ولد في 19 يناير 1952 في بروكلين في الولايات المتحدة.